# Manuscrits des Mille et Une Nuits

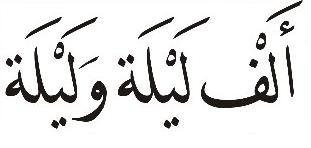
« Mille et Une Nuits » en arabe

De nombreux manuscrits ont servi de base pour les multiples éditions et traductions des Mille et Une Nuits. Ils sont tous différents, variant dans leur lieu et époque d'origine, leur style d'écriture... Certains sont indépendants, d'autres font partie d'un ensemble mêlant divers manuscrits sur différents sujets. Ils ne sont pas forcément complets. Ceux qui le sont ne contiennent pas tous les mêmes contes, ne les présentent pas dans le même ordre ou proposent des variantes, même infimes, dans la relation d'un même conte. Enfin varie la numérotation des nuits, quand elle est présente,.
Quelques manuscrits peuvent être qualifiés de « forgeries », étant des faux créés à partir d'assemblages provenant de divers manuscrits. Aussi, les copistes peuvent intégrer dans leurs manuscrits des contes puisés dans d'autres recueils, tels que Kalila et Dimna, ou des histoires de Nasr Eddin Hodja (ou Jûha, ou Goha le simple). Pour finir, les traductions des Nuits se basent généralement sur quatre principales éditions du texte arabe, reprenant elles-mêmes différents manuscrits : celles de Calcutta I et II, celle de Breslau et celle de Boulaq,.

## Présentation générale

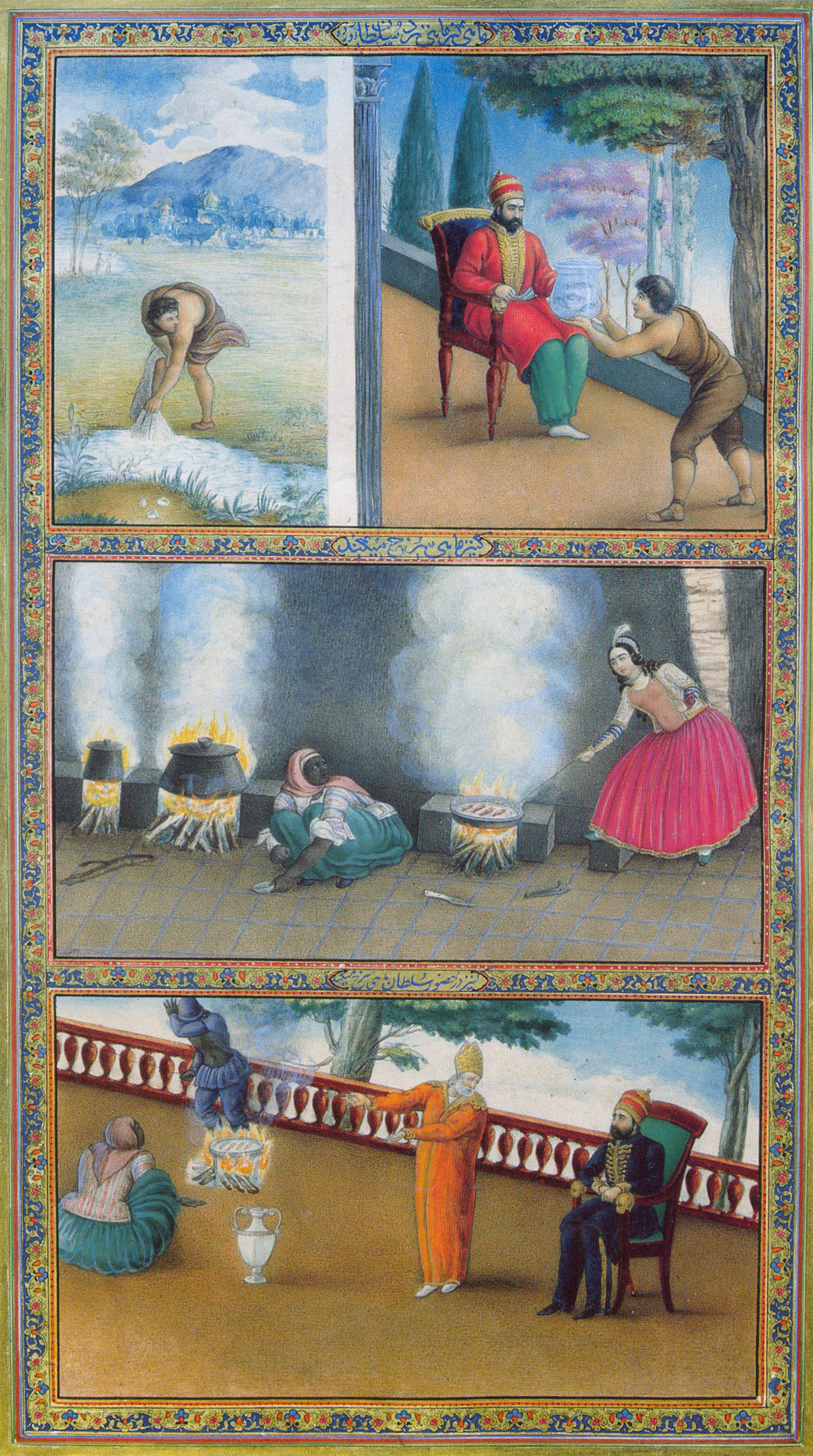
Mille et une nuits, manuscrit Volume 1, aquarelle sur papier, 18 x 32 cm Musée du palais du Golestan, Téhéran, manuscrit n° 2240.

Si la mémoire collective retient des histoires de Shéhérazade sa transmission orale, il ne faut pas oublier que l'héroïne du conte-cadre s'est nourrie de la lecture de livres, d'annales et de vies de rois anciens. Ainsi, sous sa parole vive et derrière les conteurs qui se sont transmis les Nuits, il faut imaginer le travail des scribes qui, au fil des siècles, recomposèrent ces contes, puis les enregistrèrent « en lettres d'or ». Témoignent de cette aventure « écrite » des manuscrits et de rares petits cahiers de conteurs de maîtres à disciples. On y retrouve différents registres d'expression : langues littéraire et dialectale occasionnellement dans une langue moyenne, entre littératures savantes et populaires. S'enchevêtrent aussi les transmissions écrites et orales : les Nuits sont donc les deux à la fois. Les zones d'ombres sont multiples et étendues. Mais, aussi loin que nous remontons dans le passé, seuls les manuscrits nous permettent de « voir » le ou les textes.
Ces manuscrits, aux mains de savants ou de collectionneurs, ont souvent subi le lot des trésors : égarés, enfouis, perdus en mer, volés, falsifiés, disparus, en ne laissant éventuellement que de vagues indices de leur existence... Tout cela donne aux Nuits un parfum d'inachevé, texte vivant attendant un certain complément. Comme l'affirme Michel Melot : « La fascination qu'exercent Les Mille et Une Nuits est, je crois, due au fait que ce livre est une allégorie de la parole, du livre et de la vie. La fin du récit signifiera la mort de la récitante. Si l'auteur veut vivre, son livre doit rester ouvert. Et l'éternité sera ce temps où les livres ne se fermeront plus ».
Le manuscrit de Galland servit de base au premier traducteur de ces contes arabes, l'orientaliste Antoine Galland, pour sa traduction en français au XVIIIe siècle. Avant la création de ce document (peut-être au XVe siècle), six siècles sont passés pendant lesquels les Nuits ont été transmises par écrit comme par oral. La première trace connue du titre des Mille et Une Nuits se trouve sur un document conservé à Chicago datant du IXe siècle (voir plus bas). Puis, d'autres siècles ont vu la rédaction d'autres manuscrits, jusqu'aux plus tardifs du XIXe siècle. La plupart des manuscrits recensés sont conservés dans les bibliothèques européennes. Beaucoup de ces manuscrits ont servi pour des éditions imprimées, telles que celles de Calcutta. Mais ils ont souvent disparu, probablement détruits par les imprimeurs. Tous ces manuscrits sont globalement catégorisés selon leurs lieux de conservation.
Depuis la fin du XIXe siècle, plusieurs chercheurs ont comparé et essayé de classer ces différents manuscrits. Mais de nombreuses difficultés se dressent sur leur chemin. Déjà, ils sont dispersés dans des bibliothèques du monde entier. Majoritairement inédits, leur nombre est difficilement quantifiable. Surtout que chacun pouvant être composé de plusieurs volumes. Sans compter les versions partielles des Nuits présentes dans des manuscrits indépendants.
Ibrahim Akel, dans la publication qu'il a dirigée intitulée Liste des manuscrits arabes des Nuits et publiée en 2022, donne un chiffre de cent-quatorze. Pour l'obtenir, il établit cette définition : « un manuscrit de langue arabe relève des Mille et une nuits s’il contient le récit-cadre des Nuits (identifié dans ANE sous le titre, The Story of Shahriyâr and His Brother n° 1, p. 370) ou bien, au cas où le début lui manque, s’il contient une division en nuits qui renvoie vers ce récit-cadre ». Toutefois, son équipe à également inclut dans sa liste des manuscrits ne correspondant pas tout à fait à cette définition, mais qu'elle a tenu à signaler, témoignant de l’intérêt qu’avaient certains copistes à tenter d’intégrer leur travail dans la « sphère des Nuits ». Cependant, elle ne tient pas compte des manuscrits des Cent et une nuits : malgré leur importance pour l’étude de l’histoire du texte, ils relèvent d’une tradition différente, tant par leur taille et par leur contenu. Ils doivent donc bénéficier de développements plus complexes.
Sauf quelques exceptions, tous les manuscrits listés sont incomplets et souvent en mauvais état : il peut leur manquer le début ou la fin, un ou plusieurs volumes, ainsi que quelques pages. Quinze sont complets (c'est-à-dire qu'ils comprennent un début, un milieu et une fin) et datent apparemment tous du XIXe siècle : ce sont donc les plus récents. Ceci s'explique notamment par le fait que les documents plus anciens ont souvent été très utilisés et donc, plus usés et dégradés. De plus, pendant la deuxième moitié du XVIIIe siècle et le début du XIXe siècle, l'incomplétude du manuscrit incomplet de Galland a poussé des scientifiques à partir en quête de manuscrits « complets » des Nuits. Des lettrés arabes se sont donc mis à composer de nouveaux manuscrits pour combler cette lacune. Si le titre complet du recueil est littéralement « le livre de Mille nuits et une nuit » (en arabe : كتاب ألف ليلة وليلة, kitāb Alf layla wa layla), certains documents en proposent une version abrégée, parlant plutôt de « Mille nuits » (Alf layla).
L'enjeu des Nuits est donc de collecter un nombre toujours plus important d'histoires afin de compléter le recueil et atteindre le fameux chiffre de mille et une nuits. La quête de nouveaux manuscrits encouragea des scribes adroits d'en confectionner des faux dans un but lucratif. Dès le XVIIIe siècle, les « antiquaires » français et anglais ont bien conscience que les « originaux » des textes peuvent se fabriquer à la demande. Jean Jacques Antoine Caussin de Perceval, Antoine-Isaac Silvestre de Sacy, Jonathan Scott (en) ou Charles Lamb constatent la diversité des sources et de la circonspection avec laquelle il faut accueillir les « nouveaux » manuscrits, dont encore d'autres se font connaître aujourd'hui. Tous ces mystères permettent toutes sortes de déclaration, dont il est parfois impossible de déclarer la véracité. Par exemple, Joseph-Charles Mardrus déclare que sa traduction (datant de 1899-1904) repose sur un manuscrit qu'il aurait possédé, mais qui n'a jamais été recensé. De même qu'il dit s'être basé sur les quatre éditions arabes connues, tout en puisant aussi librement dans des recueils de contes analogues pour nourrir son propre travail.
Le savant français Hermann Zotenberg a étudié différents manuscrits et les a répartis en deux branches,,, :
- La branche syrienne concerne les contes rattachables à l'époque abbasside. Le calife Hâroun ar-Rachîd y joue un rôle important. Elle est assez homogène. Le manuscrit Galland en est l'exemple le plus célèbre.
- La branche égyptienne (aussi nommée « Recension égyptienne de Zotenberg » (ZER)) comprend des contes nouvellement collectés, principalement en Égypte. Elle témoigne d'une prolifération de copies datées de la fin du XVIIIe siècle et du début du XIXe siècle, divisées en mille et une nuits et contenant quelque deux-cent-vingt contes. En outre, on y trouve des versions modifiées de contes de la branche syrienne, ainsi que certains empruntés à d'autres recueils de contes d'origines diverses, provenant de sources orales ou écrites. Le manuscrit conservé à la bibliothèque d’al-Azhar du Caire et datant de 1719 correspond à un état ancien de la branche. Il montre que les manuscrits la composant possédaient leur propre tradition, avec des manuscrits complets conçus bien avant le milieu du XVIIIe siècle, indépendamment du manuscrit Galland.

## Présentation des manuscrits

### Premiers témoins
En 1896, des fouilles effectuées dans un cimetière du Caire (en Égypte) mirent au jour toutes sortes de manuscrits, traitant de droit, de commerce, de religion, de littérature... Ils font partie de la Geniza du Caire, riche dépôt de documents anciens. Si certains ont été écrits sur du papyrus, la plupart l'ont été sur du papier, support dont l'usage devint courant à Bagdad à partir du VIIIe siècle. Les musulmans détenaient cette technique de papeterie d'artisans chinois, emprisonnés en 751 après la bataille de Talas. C'est à Samarcande que se tint longtemps la fabrique de papiers la plus réputée du monde musulman. Deux siècles plus tard, ce matériau gagna l'Égypte afin de remplacer le papyrus. Quantité de documents exhumés au Caire seront ensuite dispersés au gré des ventes.
Parmi eux se trouve un ensemble de quatre feuillets au bord effrité, écrits en arabe et en écriture syrienne, inclus dans un lot acheté en 1947 par l'Institut oriental de Chicago (où il est conservé sous la cote 17618). Ils font partie d'un codex intitulé Kitâb fîhi hadîth alf layla (Un livre comprenant les contes des mille nuits). Comme beaucoup de documents dormants dans les bibliothèques, il restera ignoré jusqu'en 1949, où l'universitaire américaine Nabia Abbott le déchiffre. Le premier feuillet contient le brouillon d'une lettre destinée à Antioche, concernant un paiement. Daté de fin Safar 266 (octobre 879), il est écrit par Ahmad ibn Mahfuz al-Jurhamî, commerçant ayant apposé son nom en plusieurs endroits du document. Toutefois, l'examen du document semble pourrait faire pencher pour une origine plus ancienne. C'est la première mention connue du titre des Mille et Une Nuits (le titre exact sur le document peut être traduit ainsi : « Un livre de contes des Mille Nuits. Il n'y a de force ni de puissance qu'en Dieu le Très-Haut, le Très-Puissant. »). Il contient également de seize lignes du début du conte-cadre de Shâhriyâr et Shâh Zamân. Selon Abbott, il s'agit seulement d'une compilation de quelques contes extraits des Nuits. Il prouve que déjà à l'époque, les Nuits formaient un kitâb (livre),.
La ville allemande de Tübingen abrite dans sa bibliothèque universitaire (de) un manuscrit de 85 feuillets (dont le dernier n’appartient pas au manuscrit original), qui date probablement du XIVe siècle (coté M. a. VI. 33). S'y trouve notamment le conte Sûl et Shumûl (ou Soûl et Soumoûl), dont il manque le début, histoire méconnue, publiée en 1902 par Christian Friedrich Seybold (de) et décrite notamment par Victor Chauvin. Une note marginale nous apprend qu'il appartenait à un chrétien nommé Hannâ, tandis qu'une autre écrite en 1843 témoigne de la shahâda (témoignage de foi) d’un certain Muhammad Ibn ‘Uthmân, prouvant combien le document a été diffusé de mains en mains.
Nous savons qu'au IXe siècle, début de l'Âge d'or de la civilisation arabo-musulmane, nombre d'histoires contenues dans les Nuits ont été transcrites du sanskrit, du persan, tandis que d'autres ont sans doute été composées indépendamment. Personne ne peut dire avec certitude de quoi étaient composés les premiers exemplaires des Nuits. Mais certainement, au cours de cette longue transmission, le recueil a eu le temps de se décomposer et recomposer. Les manuscrits qui se succèdent marquent des étapes de compilation, d'évolution et de transformation du corpus. D'ailleurs, cette diversité joue en faveur de l'idée qu'il n'existe pas de source unique de l'ensemble des Nuits. Une chose est sûre : les versions que nous connaissons actuellement ne sont plus ce qu'elles étaient entre le IXe siècle et le XIVe siècle, estimation d'époque du manuscrit Galland.

### Manuscrits possédés par Antoine Galland et leurs copies

#### Présentation

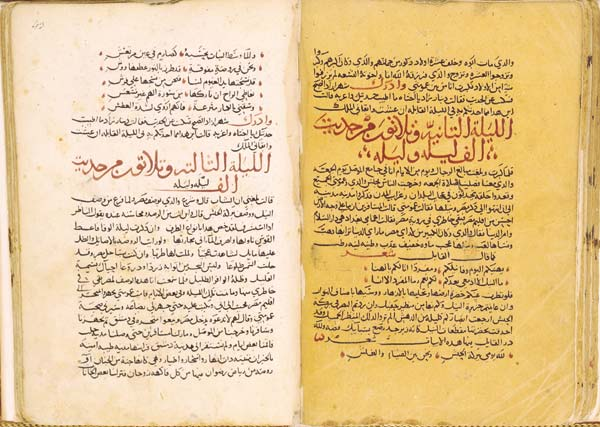
Double pages du manuscrit Galland.

Le manuscrit Galland (conservé à la Bibliothèque nationale de France, dont les trois parties sont cotées MSS arabes 3609, 3610 et 3611), parfois également appelé manuscrit syrien, est le plus ancien manuscrit volumineux des Mille et une nuits, les documents antérieurs n'étant que des fragments. Il fait partie de la branche syrienne et était en possession d'Antoine Galland. S'il se composait initialement de quatre volumes, seuls les trois premiers ont été en possession de l'orientaliste et sont conservés. Son texte s'étend sur 282 nuits et comprend 35 contes, s'interrompant au milieu du conte Histoire de Camaralzaman, prince de l’isle des Enfans de Khaledan, et de Badoure, princesse de la Chine,.
La datation du manuscrit a fait l'objet d'un débat important, qui a tourné, de manière inhabituelle, autour des types de pièces mentionnées dans le texte et des émissions de pièces réelles auxquelles elles font référence. Duncan Black Macdonald estime qu'il s'agit du texte évoqué par Al-Qurti, grand voyageur et historien contemporain du règne d'Al-Adid. Il fait mention à la fin du XIIe siècle d'un recueil de contes très populaire appelé Mille et Une Nuits. Paul Casanova le date du XIIIe siècle, comme il l'explique : « L’écriture est du style ayyoûbite (vers la fin des Ayyoûbites d’Égypte, 640 environ de l’Hégire). Pendant que j’étudiais le manuscrit à la Bibliothèque nationale en juin 1919, le hasard voulut que mon ami M. van Berchem, le maître incontesté de l’épigraphie arabe, s’y trouvât aussi. Sans le prévenir de la question, je lui soumis le manuscrit et il eut la même impression que moi. Je dois cependant ajouter que je crois avoir remarqué que l’évolution de l’écriture de Syrie retardait généralement sur celle de l’Égypte. Comme Galland dit, dans sa préface, qu’il a fait venir le recueil de Syrie, il est possible que le type ayyoûbite de ce manuscrit appartienne à une époque plus récente, peut-être à la fin du XIIIe siècle, mais sûrement pas plus tard ». Muhsin Mahdi, l'éditeur moderne du manuscrit, pensait qu'il datait du XIVe siècle, tandis que Heinz Grotzfeld (de) le datait de la seconde moitié du XVe siècle. On admet toutefois qu'il est originaire de Syrie. Reproduit-il une partie du noyau des Nuits primitives ? Quoi qu'il en soit, il sert actuellement d'archétype et fonde l'aventure de la traduction manuscrite du recueil.

#### Entreprise de traduction de Galland
Au cours de sa vie, Antoine Galland, érudit en grec, hébreu, arabe, persan et turc, a multiplié les séjours en Orient. Louis XIV l'envoya par exemple à Constantinople pour étudier la position des chrétiens orientaux sur le dogme de la transsubstantiation. C'était dans le cadre de la lutte que ce roi menait contre les Protestants et qui devait aboutir à la révocation de l’Édit de Nantes en 1685. Galland voygagea aussi en Syrie, d'où il fait venir en 1702, grâce à son « ami alépin », le fameux manuscrit. À ce moment-là, il a déjà traduit le conte de Sindbâd, d'après un manuscrit acquis lors d'un voyage en Orient : il l'a généreusement annoté de sa main. Il l'a visiblement complété par une autre copie depuis disparue. Il possédait bien un deuxième manuscrit du conte, mais ne comportant aucune mention de sa part et ne semblant pas avoir été employé. En tous cas, ces deux documents connus sont également conservés à la Bibliothèque nationale de France (cotes : arabe 3645 [manuscrit traduit] et 3646 [autre manuscrit]). Et, lorsqu'il eut en main ce premier manuscrit de Sindbâd, il estima qu’il appartenait à un ensemble plus vaste : Les Mille et Une Nuits,,,.
Entre 1697 et 1706, Galland travaille à Caen pour l'intendant Nicolas-Joseph Foucault, gérant ses riches collections. C'est à cette époque qu'il commence la traduction de son fameux manuscrit incomplet, pratiquant ce qu'il considère lui-même comme un passe-temps indigne d'occuper durablement l'esprit d'un homme d'étude. Il considère ces contes comme étant « fabuleux » (ce qui n'était alors pas un compliment), « mais agréables et divertissants ». Il songea à la publication afin de complaire à des protecteurs bien placés à la cour, qui étaient généreux dans leur aide à ses travaux et demandaient à en être remerciés. D'ailleurs, la dédicataire de la première édition, fille de l'un d'entre eux, fut une certaine marquise d'O, dame d'honneur de la duchesse de Bourgogne,.
Le premier volume paraît à Paris en 1704, après approbation de Fontenelle et avec privilège du roi, « chez la veuve de Claude Barbin, au Palais, sur le Second Perron de la Sainte Chapelle ». Dans la préface de son édition, il présente son opinion sur les Nuits : « En effet, qu’y a-t-il de plus ingénieux, que d’avoir fait un corps d’une quantité prodigieuse de Contes, dont la variété est surprenante, et l’enchaînement si admirable, qu’ils semblent avoir été faits pour composer l’ample Recueil dont ceux-ci ont été tirés ? Je dis l’ample Recueil, car l’original arabe, qui est intitulé Les Mille et une Nuits, a trente-six parties, et ce n’est que la traduction de la première qu’on donne aujourd’hui au public. [...] Si les Contes de cette espèce sont agréables et divertissans par le merveilleux qui y règne d’ordinaire, ceux-ci doivent l’emporter en cela sur tous ceux qui ont paru, puisqu’ils sont remplis d’événemens qui surprennent et attachent l’esprit, et qui font voir de combien les Arabes surpassent les autres nations en cette sorte de composition. ».
Toujours dans la préface, il promet même à son public de découvrir les Orientaux : « Ainsi, sans avoir essuyé la fatigue d’aller chercher ces peuples dans leurs pays, le lecteur aura ici le plaisir de les voir agir et de les entendre parler. On a pris soin de conserver leurs caractères, de ne pas s’éloigner de leurs expressions et de leurs sentimens ; et l’on ne s’est écarté du texte que quand la bienséance n’a pas permis de s’y attacher. Le traducteur se flatte que les personnes qui entendent l’arabe, et qui voudront prendre la peine de confronter l’original avec la copie, conviendront qu’il a fait voir les Arabes aux Français avec toute la circonspection que demandoit la délicatesse de notre langue et de notre temps. ». Toutefois, il y reconnaît à demi-mot des libertés prises avec le matériau d'origine, quand il explique ses écarts pour cause de bienséance : autrement dit presque en permanence. En effet, l'auteur des Nuits versait facilement dans le scabreux et avait l'habitude d'appeler un chat un chat. Pour la même raison, il a écarté les poèmes inclus à l'origine, dont la lascivité effrénée n'aurait pas manqué de choquer la fameuse marquise. Face à ce premier succès, il continua en publiant d'autres volumes,.

#### Galland complète son manuscrit principal
En parallèle, à peine son travail de traduction débuté, il essaya de trouver de quoi compléter les lacunes de son manuscrit. Sa tentative prendra le reste de sa vie, étant convaincu que le recueil contient bien les mille et une nuits évoquées par le titre. Sa dernière correspondance sur le sujet date de 1712 (trois ans avant sa mort) :« Le 17, j'avais reçu une lettre de M. Brue datée à Péra le 16 juin, par laquelle il me mandait que jusqu'alors il n'avait encore pu trouver l'ouvrage entier des Mille et Une Nuits en arabe, et qu'il avait prié un effendi de le découvrir en quelque endroit que ce fut, pour le faire copier au cas qu'on ne voulût pas le vendre ». Mais ses efforts demeurèrent vains.

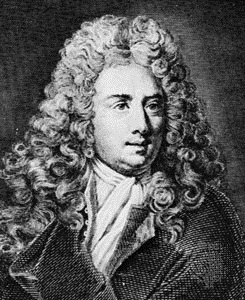
Antoine Galland

Malgré tout, entre 1704 et 1709 paraissent les huit volumes qu'il traduisit, complété de sa version du conte de Sindbâd. Il l'intercale entre la soixante-neuvième et la quatre-vingt-dixième nuit, décalant ainsi le conte Les trois pommes (en) et chamboulant pour la première fois l'ordre des nuits fourni par son manuscrit. Cependant, une fois le manuscrit exploité, il manque de matière ; ses éditeurs le pressent, lui réclamant d'autres nuits. Il décide alors (surtout à partir du volume X) de rajouter les récits que lui a communiqué, soit oralement, soit par écrit, son correspondant syrien Hanna Dyâb, qu'il rencontre à Paris en mars 1709 chez le voyageur Paul Lucas.
Ces nouveaux contes lui permettront ainsi d'alimenter les quatre derniers tomes de son édition. Mohamed Abdel-Halim, dans sa biographie parue en 1964 Antoine Galland, sa vie et son œuvre, dit à ce sujet : « Hanna aimait conter, Galland aimait écouter ses récits : dès le 25 mars (1709), il note que son ami lui narra « quelques contes arabes fort beaux » et qu'il lui promit de les mettre par écrit. Le 4 mai, au cours d'une visite à Paul Lucas, Hanna entre autres sujets commença probablement « L'histoire d'Aladin », achevée le lendemain (référence au Journal de Galland). Le 6, c'est le « conte arabe d'un cousin et d'une cousine, Camar-eddin et Bedre el-Bodour, qui furent élevez et à la fin mariez ensemble » (sic). À dater de ce jour, Galland note soigneusement, dans son Journal, le résumé des récits de son ami. C'est le cas [...] du « Cheval enchanté » (13 mai), de « La Ville d'or » (15 mai), des « Deux sœurs jalouses de leur cadette » (25 mai), du « Prince Ahmed, et de la fée Pari-Banou » (22 mai), du « Sultan de Samarcande » (23 mai), de l'histoire cadre d'un recueil de contes intitulé les Dix vizirs (27 mai), d'« Ali-Baba » (27 mai également), d'« Ali Cogia, marchand de Bagdad » (28 mai), des « Figues et des cornes » (31 mai) et de « Hassan, fils du vendeur de ptisane » (2 juin). À partir du 7 juin, Galland est trop préoccupé par sa nomination au Collège royale, par les démarches qu'il lui faut faire, par la harangue d'inauguration, et par la version du « Coran » demandée par l'abbé Bignon, pour noter (dans son Journal) autre chose que les détails les concernant ».
Au sujet d'Hanna, Abdel-Halim explique : « Il semble qu'il se soit plutôt inspiré de sources diverses. Le 27 mai, il entretient Galland du recueil intitulé Les Dix vizirs et le « Journal » ne mentionne ses récits que sous le nom de « contes », ou « contes arabes, écrits », ou « racontés », par Hanna. La plupart d'entre eux n'ont pas été retrouvés dans les versions dignes de confiance des Mille et une Nuits. On ne peut les considérer que comme un groupe à part dans la version de Galland, rattachés aux neuf premiers tomes à défaut d'autres contes en attendant l'acquisition d'un manuscrit complet du recueil authentique ».
De plus, début 1710, il s'aperçoit que la veuve Barbin, sous la pression du public, avait inclus d'autorité dans le tome VIII de son édition deux contes turcs déjà traduits par François Pétis de La Croix dans ses Mille et un jours (lequel jura n'y être pour rien). Il s'agit dHistoire du prince Zeyn Alasnam, et du roi des Génies et d'Histoire de Codadad et de ses frères (de) (dans laquelle est enchâssée lHistoire de la princesse de Deryabar), qui furent depuis intégrés dans l'édition d'Édouard Gauttier d'Arc, ainsi que des éditions étrangères. Galland, particulièrement furieux, décida alors de changer d'éditeur pour se tourner vers Delaulne, qu'il connaissait déjà,. Au final, sa traduction demeurera incomplète, ne comportant pas toutes les nuits qu'il aurait souhaité. Depuis, d'autres personnes ont cherché le fameux quatrième volume manquant, envoyé d'Alep et dont la trace s'est perdue,.
Pour son travail, Galland s'est aussi appuyé sur d'autres sources au sujet desquelles il ne fournit aucune information. En effet, certains contes contiennent des descriptions absentent de son manuscrit, mais trouvables dans des documents plus tardifs. Or, à Paris, il n'y a à cette époque que deux autres manuscrits des Nuits, appartenant tous deux à la branche égyptienne, comptant entre 800 et 900 nuits. Il s'agit d'un manuscrit turc (acquis en 1660 pour la bibliothèque de Mazarin) et celui possédé par Benoît de Maillet (mais déposé en 1738 à la Bibliothèque royale, soit bien après la mort de Galland), présentés plus bas. En outre, le Journal de Galland comprend quatorze résumés de contes, mais il n'en a publié que neuf, dont celui d'Ali Baba et les Quarante Voleurs (qu'il consigne le 27 mai 1709, vraisemblablement emprunté à un recueil turc). Pourquoi les cinq autres n'ont pas été édité ? D'où lui venaient ces résumés ? Peut-être d'un autre manuscrit, car on retrouve ces contes dans des copies plus tardives que la sienne. Toujours dans son journal, il est question d'une version arabe du conte d'Aladdin, recueillie auprès de Dyâb, mais qui reste introuvable.

#### Postérité
Une copie directe du manuscrit Galland, copiée dans la ville syrienne d'Alep en 1592/1593, est conservée à la Bibliothèque du Vatican. Elle est la deuxième partie du Cod. 1592 en deux volumes T.V.A. Ar. 782 et a été numérisé.
Le manuscrit Galland a également servi de base pour une grande partie du manuscrit Chavis (voir plus bas), une tentative dans les années 1780 par Denis Chavis de forger un manuscrit arabe plus complet des Nuits, qui a lui-même eu une influence sur le développement des éditions et des traductions des Nuits.
Le manuscrit Galland a fourni le noyau de l'interprétation française phare d'Antoine Galland des Nuits, Les mille et une nuits, contes arabes traduits en français, publié en 1704-1717. Les méthodes savantes modernes sont :
- Les Mille et Une Nuits (Alf layla wa-layla), d'après les premières sources connues, éd. par Muhsin Mahdi, 3 vols (Leiden : Brill, 1984-1994),  (ISBN 9004074287).
- Les Mille et Une Nuits, trad. Français par Husain Haddawy (New York : Norton, 1990) [répr. avec des extraits de The Arabian Nights II: Sindbad and Other Popular Stories, trad. par Husain Haddawy (New York : Norton, 1995) sous le titre The Arabian Nights : The Husain Haddawy Translation Based on the Text Edited by Muhsin Mahdi, Contexts, Criticism, éd. par Daniel Heller-Roazen (New York : Norton, 2010)]

### Manuscrits forgés par Dom Denis Chavis

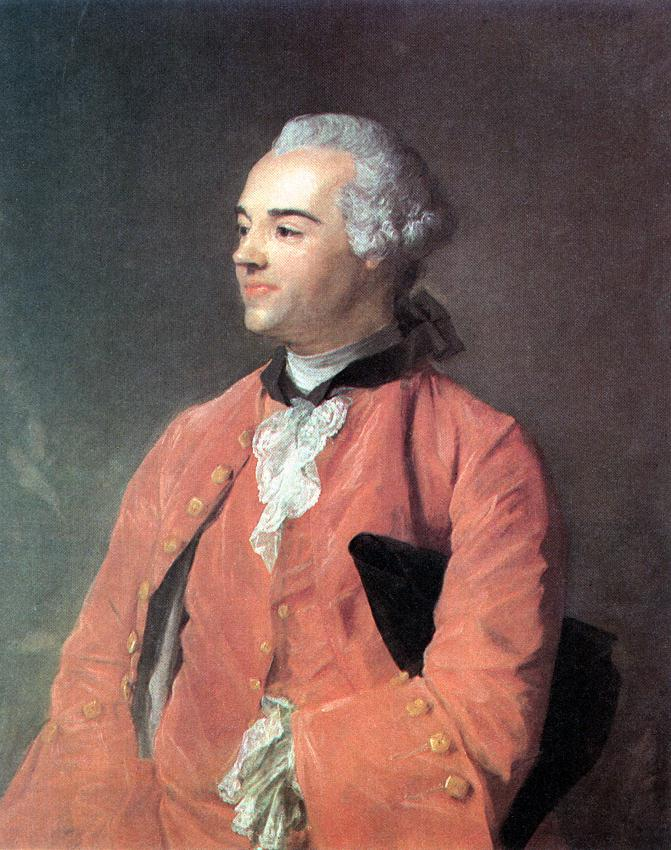
Jacques Cazotte

Jacques Cazotte et Dom Denis Chavis complétèrent la traduction de Galland dans les volumes XXXVIII à XLI du Cabinet des fées (Genève, 1784-1793) sous le titre Continuation des Mille et Une Nuits, contes arabes, puis en édition séparée. D'après l'avertissement au début du volume XXXVIII, Dom Denis Chavis, « Arabe de nation, prêtre de la congrégation de St. Bazile, appelé à Paris par le Gouvernement, & sous les auspices d'un ministre éclairé [monsieur le baron de Breteuil] », affirma apporter la partie manquante du manuscrit Galland. Ce Syrien enseignait l'arabe à la Bibliothèque royale, où il rencontra Jean Paul Barde, l'éditeur du Cabinet des fées, qui souhaitait publier une suite des contes orientaux. Il lui proposa alors la suite tant attendue, faisant croire qu'il voulait enrichir la littérature française grâce à ses contes. Soucieux de cohérence, Chavis commence cette « suite » exactement là où Galland s'était arrêté dans son manuscrit (non sans l'avoir au préalable recopié, afin d'obtenir un « original » complet). Daté de 1772, il contient en effet des contes absents chez Galland.
Mais il tarde à achever sa traduction. Son éditeur prend alors contact avec Jacques Cazotte, dont il connait la réputation de conteur, afin de mettre en forme le travail. « Dom Chavis, dans un mauvais langage moitié français, moitié italien, donnait à Cazotte le cadre des contes ; celui-ci, alors âgé de 70 ans, prenait la plume à minuit, au retour des sociétés où il passait ses soirées. Il écrivait jusqu'à quatre ou cinq heures du matin, tellement qu'en deux hivers, il termina son entreprise. Cazotte, au reste, ne fit cet ouvrage que pour apprendre à ceux qui regardaient sa piété comme une preuve de l'affaiblissement de son esprit, que les mêmes moyens qui lui avaient mérité parmi les gens de lettre quelque réputation, lui restaient encore. Le canevas de quelques-uns de ces contes, celui de Maugrabi, par exemple, est tout entier de sa composition ; mais ce qu'il est bon de remarquer, c'est que dans la plupart des autres, Cazotte a personnifié ses idées spirituelles. Qu'on les lise sous ce point de vue, et on sera très-étonné de trouver un traité de perfection morale sous la forme d'un conte de fée ». Par la suite, cette édition connut tant de succès qu'elle fut traduite plusieurs fois en anglais.
Mais en réalité, Dom Denis Chavis fabriqua son édition à partir de récits issus d'un manuscrit arabe de la Bibliothèque royale. De plus, Guillaume-Stanislas Trébutien note que, parmi ces nouveaux contes, la plupart de ceux qui reposent sur un fond oriental mutilent les noms et la couleur locale y est substituée par la couleur française. Les autres sont inventés par Cazotte, tels que Les prouesses et la mort du capitaine Tranchemont et de ses braves. Conte de Dobil-Hasen. Les histoires du Maugraby et de L'Amant des Planètes sont des imitations embellies de la traduction de Galland. Selon Trébutien, la seule histoire qui semble véritablement orientale, d'ailleurs trouvable également dans un recueil de contes arabes, c'est Histoire de Sinkarib et de ses deux visirs. Il est convaincu que la plus grande partie des autres contes appartient à Cazotte.
Cela dit, Édouard Gauttier d'Arc, dans des notes de l'introduction au premier tome de sa traduction Les Mille et une nuits (1822-1823), remarque qu'une grande partie de ces contes se retrouve dans le Bahari Danich (en) d'Inaiet Ullah (en). Il juge le résultat à la fois infidèle et surchargé d'ornements faux et ridicules. Puis, un savant du collège de France retraduisit ces contes d'après les manuscrits utilisé par les éditeurs, pour rajouter une suite de contes issus d'un de ses manuscrits qui appartient aux Nuits.
Dans le même esprit, au XIXe siècle circulent deux textes arabes de l'histoire d'Aladin ; on s'aperçut par la suite qu'ils ont été forgés de toutes pièces. L'un de ces documents, qui date de 1787, a pour auteur Chavis : c'est la traduction en arabe de la version française de Galland. L'autre est rédigé entre 1805 et 1808 par Michel Sabbagh (collaborateur d'Antoine-Isaac Silvestre de Sacy), qui affirme l'avoir tiré d'un manuscrit copié à Bagdad en 1703 : ce n'est qu'une reprise du texte de Chavis, débarrassé de ses nombreux gallicismes.

### Manuscrits à l'origine de l'édition de Calcutta I
La première édition arabe de Calcutta, dite Calcutta I, est le nom donné à une édition en deux volumes des Mille et Une Nuits, publiée en 1814 et 1818 par la Compagnie britannique des Indes orientales, sous la direction du Fort William College pour les langues orientales de Calcutta. Il fut édité par S.U.B.M. (Shuekh Uhmud bin Moohummud) Sheerwanee (ou Ahmed, ou Ahmad ibn Muhammad al-Shirwânî al-Yamanî), qui y enseignait l'arabe depuis 1810. Il indique que son premier volume échappa de peu à la disparition : « Presque tout le premier tirage s'est perdu dans un naufrage ». C'est probablement ce qui explique son inachèvement. Comportant une page de titre en anglais et une préface persane de dix lignes de l'éditeur, il ne contenait que les deux-cents premières nuits,,. Toutefois, Édouard Gauttier d'Arc, dans des notes de l'introduction au premier tome de sa traduction Les Mille et une nuits (1822-1823), affirme que l'éditeur était le mollah Firouz qui, dans une note persane placée en tête de l'édition, prétend que les Nuits ont été composées par un Arabe de Syrie, afin d'instruire les Européens désirant apprendre sa langue.
Selon l'Encyclopédie des Mille et Une Nuits (ANE) d'Ulrich Marzolph, le texte contient une partie du manuscrit de Patrick Russell. Ce dernier, issu de la branche syrienne des Nuits, fut écrit probablement à Alep par ou pour Russel en 1770. Dérivé du manuscrit Galland, il compte presque le même nombre de nuits que lui (deux-cent-quatre-vingt). En partie détérioré, il est actuellement conservé à Manchester, dans la John Rylands Library. Par la suite, le manuscrit est largement diffusé. Nous en connaissons plusieurs copies, exécutées en Angleterre ou en Inde, généralement écrites en Nasta‘lîq. Il y a celle que possédait le linguiste William Jones, dont il ne reste que des fragments publiés par Richardson (la 162e nuit). Il y a aussi celle conservée à la British Library de Londres, copiée en Inde pour John Leyden. Une autre encore fut réalisée en 1770 est est conservé au Bureau de l'Inde de Londres,.
De même, l'édition puise probablement dans le manuscrit coté DEL AR 1308 de la British Library de Londres. Très abîmé, il date probablement du XIXe siècle et fait partie de la branche syrienne. Sur les marges de quelques feuillets, il contient des gloses en persan. Son contenu est pratiquement identique à celui de Russell et contient cent quatre-vingt-deux nuits. En effet, d'après Ibrahim Akel, la comparaison laisse supposer que l'édition se base sur le manuscrit londonien et non pas sur le manuscrit de Leyden copié sur celui de Patrick Russel.
D'après l'ANE, l'éditeur a également complété le texte avec des histoires provenant d'autres sources, environ 36 contes, notamment de l'édition Louis-Mathieu Langlès de Sindbad le Marin (1814) et du Livre de Sindbad  (Les Sept Vizirs). Dans l'ensemble, l'édition est conforme aux sources anciennes.
Le poète anglais John Payne a basé sa traduction de 1884 des Contes de l'arabe sur les éditions de Breslau et de Calcutta des Mille et Une Nuits.

### Manuscrits à l'origine de l'édition de Breslau
L'édition de Breslau (de l'ancien nom de Wrocław, en Pologne), aussi dite de Habicht, fut publiée entre 1825 et 1843 ; elle est bilingue : allemand et arabe. Commencée par Max Habicht (aidé de Karl Schall (de) et Friedrich Heinrich von der Hagen), avec les huit premiers tomes publiés jusqu'en 1939, elle fut achevée à sa mort par Heinrich Leberecht Fleischer, qui s'occupa des quatre derniers. Réputée complète, bonne, mais composite, elle compte approximativement 130 contes. Cette édition a été largement critiquée car elle ne correspond à aucun corpus arabe connu ; elle est globalement un faux. Elle s'appuie tant sur des manuscrits arabes des Nuits que sur des recueils analogues. L'auteur a réuni comme bon lui semblait des contes trouvés à droite à gauche pour les intégrer dans le conte-cadre. Cela dit, il a largement employé des manuscrits issus du Maghreb (région ayant relativement conservé les versions anciennes), qui n’avaient pas été modernisés au fil du temps,,,.
L'édition est présentée comme « complétée et entièrement traduite pour la première fois à partir d’un manuscrit tunisien »... en réalité forgé par un collaborateur de Habicht, le juif tunisien Mordecai ibn al-Najjâr (ou Mordechai, ou Mardochai, ou Mardochée Naggiar), comme le prouve en 1909 Duncan Black Macdonald. Selon Nikita Elisséeff « Cette supercherie dérouta longtemps ceux qui travaillaient sur les Mille
et une nuits, jusqu’à ce que Macdonald ait donné une analyse détaillée des sources du professeur allemand volume par volume, et détruit
ainsi un mythe ». Ce document, descendant du manuscrit Galland, se base sur des manuscrits conservés à Paris selon MacDonald et a aujourd'hui disparu. Il sera entretemps copié par un Européen pour donner un manuscrit en deux volumes conservé dans la bibliothèque d'État de Berlin (coté Do. 183-184).
L'édition se base aussi sur un manuscrit égyptien que Richard Francis Burton décrit comme étant « hideux ». Friedrich Rückert considère qu'elle se base principalement sur Antoine Galland, avec des ajouts de Jean Jacques Antoine Caussin de Perceval, Édouard Gauttier d’Arc et Jonathan Scott (en),. L'I'lam al-Nas, recueil d'histoires de l'écrivain égypto-ottoman Muhammad Ma'ruf Diyab al-Itlidi (également al-Atlidi) publié en 1689, est la source la plus importante d'anecdotes historiques et morales contenues dans différentes traductions des Nuits, telle que celle de Breslau.
L'édition comporte des versions antérieures de contes de l'édition de Boulaq. Dans les contes qu’il a sélectionné et dont nous connaissons des versions anciennes, on constate que les textes ont été corrigés, toujours dans le même sens. Un des buts du travail était de fournir à ses contemporains un ensemble de contes acceptables et de bonne qualité (cohérents), qu'ils viennent des Mille et Une Nuits ou pas. Et rien n'y serait contraire à la šarī‘a, la loi islamique. En étudiant ses suppressions, on constate qu'il est très hostile au recours à la magie et à la consommation de vin, éléments généralement éliminés dans ses versions. Il défend le couple, dans le respect des règles de la loi islamique et de la hiérarchie sociale, loin des aventures légères et passionnées des personnages de bien des contes des Nuits. Tout comme il était loin de l’indulgence coupable des auteurs pour l’amour des garçons, pas plus admissible.
Duncan Black Macdonald, dans son Encyclopaedia of Islam publiée en 1938, dit : « Il est difficile de parler de cette édition sans impatience, Habicht ayant créé arbitrairement un mythe littéraire et apporté la plus grande confusion dans l'histoire des Nuits. Il met sur la première page : "Nach einer Handschrift aus Tunis" sans jamais avoir eu sous la main de manuscrit tunisien; et il n'est nullement sûr qu'une version tunisienne ait jamais existé [...]. Les meilleurs textes de sa version dérivent, mais indirectement, du manuscrit de Galland ». Il considère que Habicht devrait être décrit « comme le compilateur réel d’une nouvelle version des nuits et non comme l’éditeur d’une nouvelle version déjà existante »,.
Elle servira notamment de base à des traducteurs comme Richard Francis Burton (modérément) et Joseph-Charles Mardrus (pour certains détails),.

### Manuscrits à l'origine de l'édition de Boulaq

#### Présentation
La première édition de Boulaq, dite Boulaq I (selon l'Encyclopédie des Mille et Une Nuits), ou plus généralement Boulaq, est la première édition imprimée complète des Mille et Une Nuits en arabe, en 1835. Elle sert de référence aux traductions « complètes » du recueil.
Elle a été produite par l'imprimerie de Boulaq (un quartier du Caire, en Égypte) en 1835 en deux volumes et sur 1 330 pages imprimées en utilisant le procédé d'impression typographique. Il s’agit également de la première édition imprimée dans un pays arabe par un non-Européen. Cette édition représente la version standard de la branche égyptienne. La première page était décorée de gravures sur bois et l'ensemble du texte était encadré de doubles marges sur chaque page. Nikita Élisséeff y dénombre cent soixante contes.
L'édition de Boulaq a été préparée par 'Abd al-Rahman al-Sifti al-Sharqawi (ou ‘Abd al-Raḥmān al-Ṣafatī al-Šarqāwī) et Matba'ah al-kubra, sur la base d'un manuscrit complet... aujourd'hui perdu. Il est possible que celui-ci ait été détruit après impression de l'édition, pratique courante à l'époque. Cela dit, il existe encore des manuscrits semblables, tels que celui conservé à la Bibliothèque de recherche de Gotha (de) en Allemagne, coté A 2638, achevé en 1759 et acheté au Caire en 1809 par le voyageur allemand Ulrich Jasper Seetzen.
L'édition comporte un ensemble de contes qu’on peut appeler « modernes », parce que datant du XVIe siècle au XVIIIe siècle siècle, occupant 745 pages. À contrario, les « contes anciens » que l'on retrouve dans le manuscrit cairote Dâr al-Kutub 113523 z (voir plus bas) n’en occupent qu’environ 154 et les contes médiévaux 431 pages. Il est possible que la présence de ces « contes anciens » vienne d’une sorte de « devoir de mémoire » à l’égard des anciennes Mille et Une Nuits. Y figurent des anecdotes sur les califes surtout abbassides (Hārūn al-Rašīd, al-Ma’mūn, al-Mutawakkil), leurs vizirs (en particulier les célèbres Barmékides), des musiciens et poètes de la cour, ainsi que des contes plus simples de nigauds et de maîtres d’école stupides, représentants d'un Iraq imaginaire. En analysant le vocabulaire de ces textes, on constate qu’ils ont été au moins réécrits à l’époque mamelouke, si ce n'est plus tard. Cela indique que ces thèmes continuaient d’intéresser un large public, ainsi que les textes mêmes des anciennes Mille et Une Nuits avaient disparu au moment où l’auteur de la composition du recueil de Boulaq, puisque l’expression arabe étant d’une époque bien postérieure. Le choix des contes est personnel à l'auteur de l'édition.
Dans la version de l’épilogue des Nuits présente dans cette édition, Shéhérazade présente au roi les trois enfants qu’elle a eus de lui au cours des 1001 nuits, puis le roi l’épargne et l’épouse. L'auteur de l'édition propose ici le modèle de la bonne épouse telle qu’il la conçoit. Sans précautions, il est difficile de tirer de son recueil un état des contes à l’époque mamelouke. Le double critère adopté (qualité du conte et compatibilité avec les normes islamiques) en a certainement éliminé quelques-uns parmi ceux que l’auteur pouvait encore connaître. Depuis le XVIe siècle, quantité de ces contes, qui datent du siècle précédent, ont été placés au début des Nuits, car ils posent les fondations des contes modernes. Les premiers de ces contes figurent également au début de cette édition, bien sûr corrigés quand l'auteur le jugeait nécessaire. Deux des quatre contes qui étaient initialement groupés au début du recueil (comme on le constate dans le manuscrit Galland) ont été déplacés plus loin dans le livre. Le conte-cadre de cette édition débute par les malheurs conjugaux de deux « rois Sāsān » qui sont frères (dont on peut penser qu’ils sont des Sassanides). Cela semble s’inscrire dans la tradition d’Ibn al-Nadīm qui, vers la fin du Xe siècle, dans son Kitab-al-Fihrist, attribue bien à un roi de Perse cette aventure avec Shéhérazade.

#### Utilisation
Cette édition est la plus utilisée par les traducteurs. Ce fut la principale source de la traduction anglaise révolutionnaire d'Edward William Lane (1839-1841). Dans la préface de sa célèbre traduction anglaise des Mille et Une Nuits, Richard Burton commente l'édition de Boulaq comme suit, en présentant brièvement la seconde édition méconnue de Boulaq, aussi appelée Boulaq II,:

« Le lecteur sera bien disposé à accepter les détails techniques suivants. [John Frederick] Steinhaeuser et moi avons commencé et terminé notre travail avec la première édition Bulak (« Bul. ») imprimée au port du Caire en 1251 de l'Hégire (1835 après J.-C.). Mais lorsque j'ai préparé mon manuscrit pour l'impression, j'ai trouvé le texte incomplet, beaucoup d'histoires étant données en abrégé et pas mal d'autres impitoyablement mutilées, la tête ou les pieds manquant. Comme la plupart des scribes orientaux, l'éditeur n'a pu s'empêcher d'apporter des « améliorations », qui n'ont fait que dégrader le livre ; et son seul titre d'excuse est que la deuxième édition Bulak (4 vol. 1279 de l'Hégire = 1863 après J.-C.), bien qu'elle ait été « révisée et corrigée par le cheik Mahommed Qotch Al-Adewi », est encore pire ; et on peut en dire autant de l'édition du Caire (4 vol. 1297 de l'Hégire = 1881 après J.-C.). »

Peut-être cette édition cairote de 1881 fait partie des éditions de l’Ezbékieh (en), au Caire, mentionnée dans la note des éditeurs de la traduction de Joseph-Charles Mardrus. Elle parle aussi d'une édition méconnue, écourtée, revue et disloquée des pères jésuites, à Beyrouth, en cinq volumes, publiés entre 1888 et 1890. Malek Chebel qualifie celle de Beyrouth de « nettoyée », étant destinée aux enfants et aux familles. Cela dit, elle conserve la plupart des poèmes absents de la plupart des traductions étrangères. De plus, Mardrus dit avoir basé sa traduction « sur l’édition égyptienne de Boulak, qui lui a paru la plus riche en expressions de pur terroir arabe et, à différents points de vue, la plus parfaite (quoi qu’en ait pu penser Burton). Elle est, en outre, la plus concise ».
Dans le commerce des livres anciens, un exemplaire de l'édition en deux volumes de 1835 était proposé pour 300 000 euros.

#### Analyse
Selon Robert Irwin, elle s'est avérée « plus précise que les représentations mutilées et semi-familières des manuscrits utilisés dans les compilations de Calcutta I et de Breslau » et a contribué de manière significative à la stabilisation du corpus des Mille et Une Nuits. Selon Ulrich Marzolph, les éditions Boulaq et Calcutta II « ont presque complètement remplacé tous les autres textes et ont formé l'idée générale des Mille et Une Nuits. Pendant plus d’un demi-siècle, il n’a été ni mis en doute ni nié que le texte des éditions de Boulaq et de Calcutta II était le texte vrai et authentique ».
René R. Khawam déplore que cette édition ait largement éclipsée les autres, ne valant pas et de loin, celle de Calcutta I. D'après lui, afin d'établir son texte, l'éditeur fut étroitement surveillé par les clercs de l'université islamique. Il choisit de se baser sur des manuscrits récents (notamment de la fin du XVIIIe siècle), déjà généreusement édulcorés. En ce début de XIXe siècle souffle un vent d'austérité puritaine sur le monde musulman. L'importance de ce phénomène a parfois été sous-estimée par les historiens et les retombées sont encore sensibles depuis. C'est ainsi que certains passages sont arrangés pour ne pas montrer au lecteur un khalife imprudemment déguisé en homme du peuple et menacé de se faire rosser. On ne se soûle plus de vin, mais l'on bois sagement du jus de fruit. Enfin, pour obtenir le chiffre de mille et une nuits, l'éditeur n'a pas peur des ajouts fantaisistes, issus d'autres œuvres. Et lorsque cette matière même finit par s’épuiser, il prend soudain l'initiative d'écourter ses Nuits. D'une dizaine de pages et plus en début d'ouvrage passent à quelques lignes vers la fin. Or, Khawam estime cet objectif vain, rappelant que ce chiffre est une expression signifiant « beaucoup » en arabe.
Duncan Black Macdonald, dans son Encyclopaedia of Islam publiée en 1938, dit : « En juin 1807, Seetzen, alors au Caire, nota dans son journal qu'Asselin avait découvert que les manuscrits des Nuits qui circulaient en Égypte étaient une compilation d'un certain shaykh mort environ vingt-six ans auparavant, et dont Seetzen laissa malheureusement le nom en blanc dans son journal ; que le recueil original ne comprenait que deux cents Nuits lorsqu'il vint aux mains de ce shaykh, lequel combina le reste à l'aide d'histoires séparées empruntées à des œuvres déjà connues ». Dès 1807, il était donc connu que les sources dont allait s'inspirer cette édition étaient des plus suspectes. Beaucoup de lecteurs arabes cultivés, qui ont lu comme tout le monde les Nuits dans cette édition, sont depuis au fait de ces lacunes. Cependant, le respect de la prétendue bienséance et le poids du dogmatisme religieux empêchent de modifier la situation. En mai 1985, la presse internationale a relayé la diffusion au Caire d'une nouvelle édition des Nuits, semblerait-il plus conformes avec la leçon des manuscrits originaux. Cependant, les religieux veillaient et ont obtenu que ladite édition fut saisie et détruite, craignant la mise en péril de l'image sourcilleuse que l'Islam d'alors entend donner de lui au monde.
Malek Chebel considère toutefois que cette édition, sur laquelle il a travaillé, est non expurgée. Elle laisse passer nombre d'expressions idiomatiques arabes indiquant bien le double caractère naturaliste et également sulfureux de la littérature orale ancienne.

### Manuscrits à l'origine de l'édition de Calcutta II

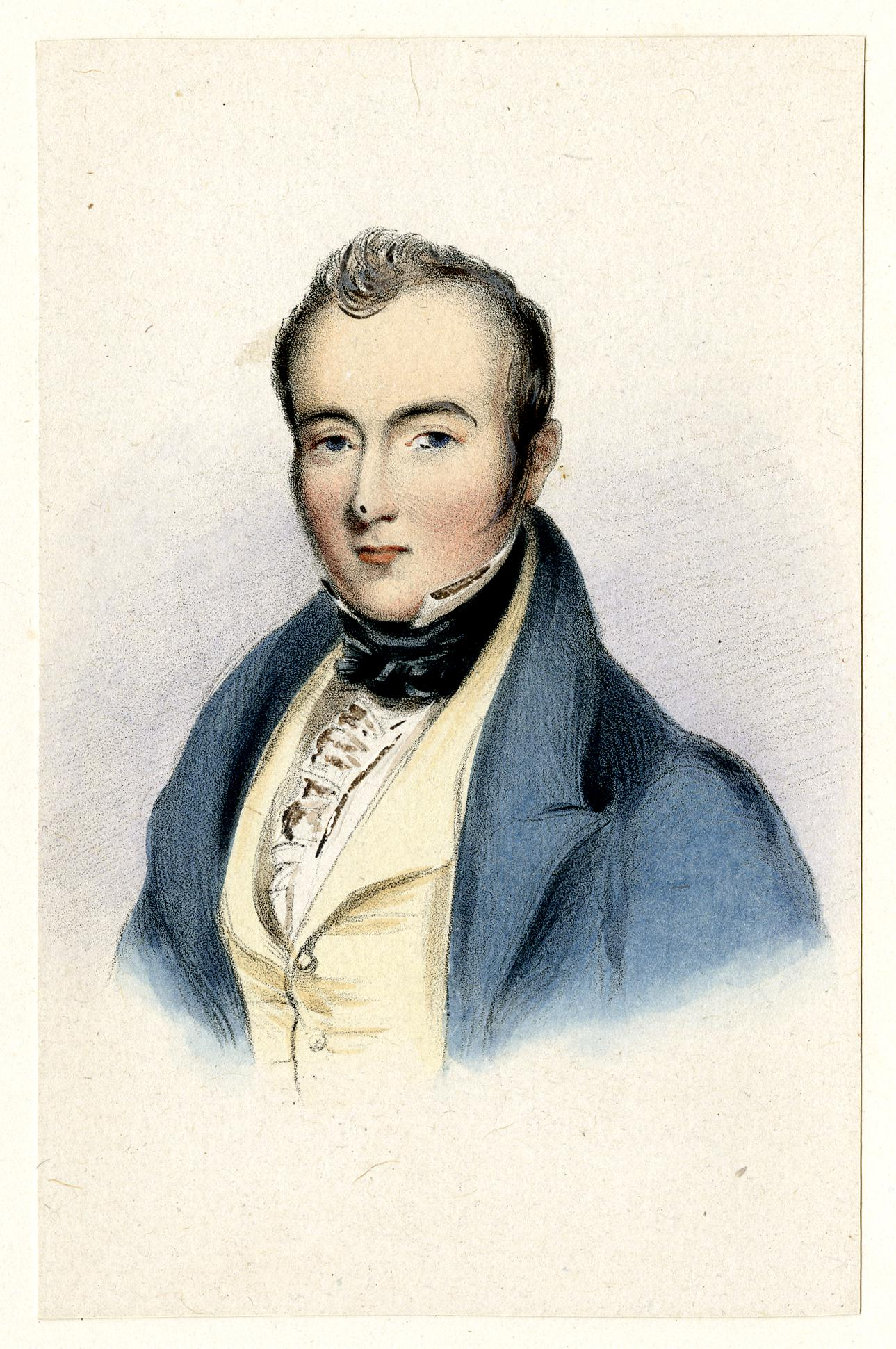
William Hay Macnaghten

La seconde édition arabe de Calcutta, dite Calcutta II, ou Macnaghten (du nom de son éditeur, William Hay Macnaghten), fut publiée entre 1839 et 1842. Comptant toutes les nuits, elle se base sur des manuscrits égyptiens proches de ceux de Boulaq, dont René R. Khawam estime qu'elle partage les défauts majeurs.
Elle tire essentiellement sa substances d'un manuscrit égyptien possédé par Turner Macan, perdu. On sait aussi que l'éditeur possédait un manuscrit complet en quatre volumes, appartenant à la branche égyptienne et copié en 1829 par ‘Alî Sultân Ibn ‘Alî Sultân Ibn Muhammad Sultân et par ‘Alî Matar. C'est le même copiste que celui de Khuda Bakhsh Oriental Public Library (en) de Patna, n° 2637-2640, achevé un mois plus tard. L'édition doit également aux éditions antérieures, surtout celle de Calcutta I et de Boulaq, ainsi que, occasionnellement, celle de Breslau. Elle sert aussi de référence aux traductions « complètes » du recueil,,. Nikita Élisséeff y dénombre cent soixante contes. Dans cette édition aussi, les anecdotes historiques et morales ont généralement pour source l'I'lam al-Nas.
Richard Francis Burton, qui s'en est essentiellement servi pour sa traduction, la considère comme étant de loin la moins corrompue et la plus complète. Elle a aussi beaucoup servie à Henry Whitelock Torrens pour sa traduction incomplète, à Enno Littmann, ainsi qu'à Joseph-Charles Mardrus (pour certains détails).
Cette édition servira de base à celle lithographiée de Bombay, en quatre volumes.

### Manuscrit Reinhardt
La bibliothèque de l’Université de Strasbourg possède un manuscrit arabe des Mille et Une Nuits du XIXe siècle appelé « manuscrit Reinhardt » ou « manuscrit Strasbourg » (coté arabe 4278-4281). Rattaché à la branche égyptienne, il est présenté comme un travail de commande réalisé en 1831 pour M. Reinhardt, vice-consul d’Allemagne au Caire. Cet ensemble assez chaotique a pour but de réunir l’ensemble des contes des Mille et Une Nuits depuis les origines. Ce texte est l’un des plus tardifs et l’un des plus volumineux du recueil de contes (le double de la taille de l'édition de Boulaq). De plus, il contient une dizaine de contes totalement inédits, dont des romans arabes de chevalerie, qui n’ont jamais circulé ni dans les pays arabes ni en Europe. Cependant, comme le souligne le philologue Aboubakr Chraïbi, peu de chercheurs y avaient accordés de l'attention. Ces contes sont difficiles à dater, mais ils ont apparemment été écrits après les contes des Mille et Une Nuits, permettant de les qualifier de « contes néo-classiques ». Au XVIIIe siècle, à l'époque de l'édition de Boulaq, les auteurs de recueils des Nuits étaient prêts à y mettre n’importe quelles histoires pour en accroître le volume. Ils y ajoutaient notamment ces longs romans populaires (ou sîra) qui avaient toujours été des créations désordonnées, très éloignées des contes des Nuits. Dans son ouvrage de 1996, Chraïbi constate cette « tendance générale à amplifier les recueils de contes au fur et à mesure des copies… à choisir les longs romans et à négliger, contrairement à la majorité des manuscrits égyptiens du XVIIIe siècle, les courtes anecdotes en provenance de la littérature savante »,,,. Cependant, ce manuscrit aussi comporte des anecdotes historiques et morales, qui ont généralement pour source l'I'lam al-Nas.

### Autres manuscrits conservés en Europe
L'Europe conserve la plupart des manuscrits connus des Nuits, tels que ;

#### En France
La Bibliothèque nationale de France abrite d'autres manuscrits, :
- Un manuscrit turc (coté BNF, turc 356) d'environ 40 contes datant de 1636-1637. Il fut acquis en 1660 pour la bibliothèque de Mazarin, avant d'être transféré en 1668 dans la bibliothèque du roi. À ce moment-là, il compte neuf volumes ; ils furent complétés ultérieurement par deux autres volumes (peut-être par erreur car les écritures sont différentes) et furent numérotés I et XI. En tous cas, ce dernier est annoté par Galland et apparaît dans son inventaire après son décès.
- Le manuscrit de Benoît de Maillet, acheté par celui-ci en 1702, datant de la seconde moitié du XVIIe siècle et déposé en 1738 (il porte la cote BNF, arabe 3612). Faisant partie de la branche égyptienne, il compte 870 nuits et comporte des fables tirées de Kalila et Dimna.
- Celui coté BnF 4678-4679 (Supplément 2522-2523), copie fidèle d'un manuscrit aujourd'hui perdu que Michel Sabbagh a fait pour Jean Jacques Antoine Caussin de Perceval, en lui attribuant une origine bagdadienne datée de 1703. La première page comporte une note marginale du copiste arabe, qui invite le conteur à puiser librement dans le recueil « à la convenance des auditeurs. Si les auditeurs appartiennent au commun du peuple, il choisira à leur intention parmi les histoires qui mettent en scène le commun du peuple, lesquelles figurent au début des Mille et une Nuits. Si les auditeurs appartiennent au groupe de ceux qui gouvernent l'État, il leur livrera les traits qui se rapportent aux rois et aux princes, lesquels se trouvent consignés vers la fin du recueil ». René R. Khawam s'est basé dessus pour sa traduction des Nuits[50]. Cependant, Muhsin Mahdi[51] a prouvé qu’il s’agissait d’un faux : c’est un manuscrit complet des Nuits pratiquement identique au manuscrit de la Bibliothèque Publique de Saint-Pétersbourg ANS 355. Le contenu du manuscrit parisien est aussi à rapprocher également de celui du manuscrit Bayerische Staatsbibliothek de Munich 629, avec quelques modifications rendant cet exemplaire plus complet. Remarquons qu’au début de chaque histoire, on lit en marge : « qif / stop »[4].

#### Au Royaume-Uni
La ville britannique d'Oxford en possède plusieurs :
- Un manuscrit de la Christ Church College Library (en), de la branche syrienne, datant de 1765.
- Le manuscrit de Wortley Montague, de la branche égyptienne, conservé dans la Bibliothèque Bodléienne, rédigé par ‘Umar al-Safatî (du village égyptien Safat) et achevé en 1764. Rassemblé par Edward Wortley Montague notamment passé entre les mains du professeur White d'Oxford, avant de finir entre celles de Jonathan Scott (en) (qui en rédigea une notice dans l'Oriental Collections de William Ouseley, parue entre 1797 et 1800[52]). Il est composé de huit volumes (dont le troisième est perdu)[4],[17],[53].

#### Ailleurs en Europe

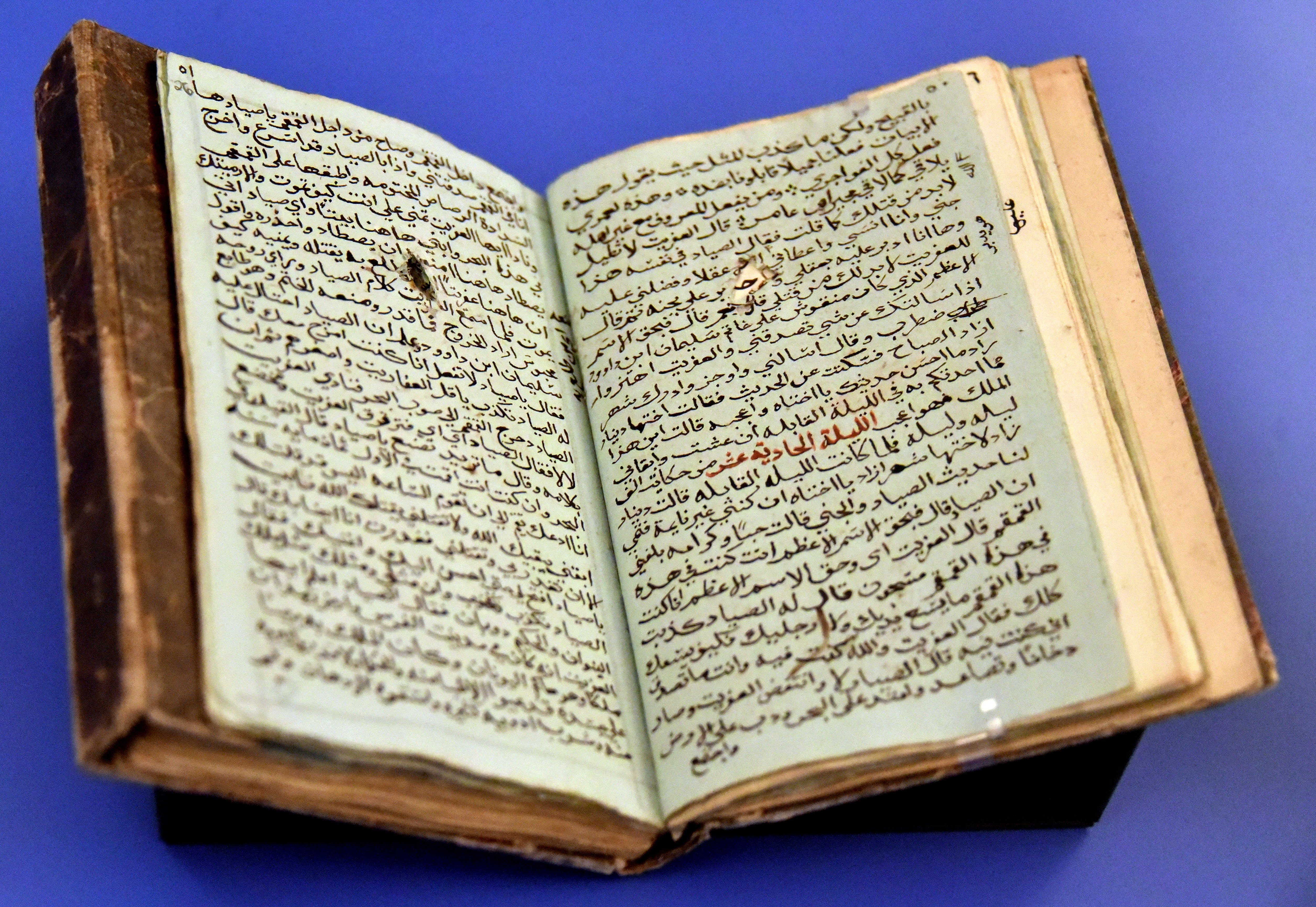
Manuscrit arabe avec des parties des Mille et Une Nuits, recueilli par l'érudit et voyageur, XIX. Origine inconnue. Bibliothèque d'État de Berlin, patrimoine culturel prussien, département de l'Orient (Staatsbibliothek zu Berlin, Preußischer Kulturbesitz, Orientabteilung, Diez A oct. 183).

- Le manuscrit de Madrid, de la branche égyptienne, date du XVIIIe siècle. Conservé à la Bibliothèque de la Academia de la historia, il est divisé en trois volumes, dont le deuxième tome a disparu : les deux autres sont cotés sous les numéros XLIX 1 et 3 de la collection de Pascual de Gayangos y Arce. Muhsin Mahdi l'estime comme représentatif de la branche « égyptienne ». Il date au plus tard de la première moitié du XVIIIe siècle puisque l’exemplaire du Vatican a été copié sur celui-ci. Il contient des histoires de Jûha (Goha le simple)[1],[2],[4].
- Appartient aussi à cette branche le manuscrit « découvert » par l'universitaire Frédéric Bauden sur une étagère de la salle des manuscrits de l'université de Liège. Il y dormait depuis son acquisition en 1896 par Victor Chauvin[54], orientaliste belge. Contenant les nuits 218 à 536, il fut copié sur un papier produit en Italie au XVIIIe siècle à destination du marché oriental[2],[55].

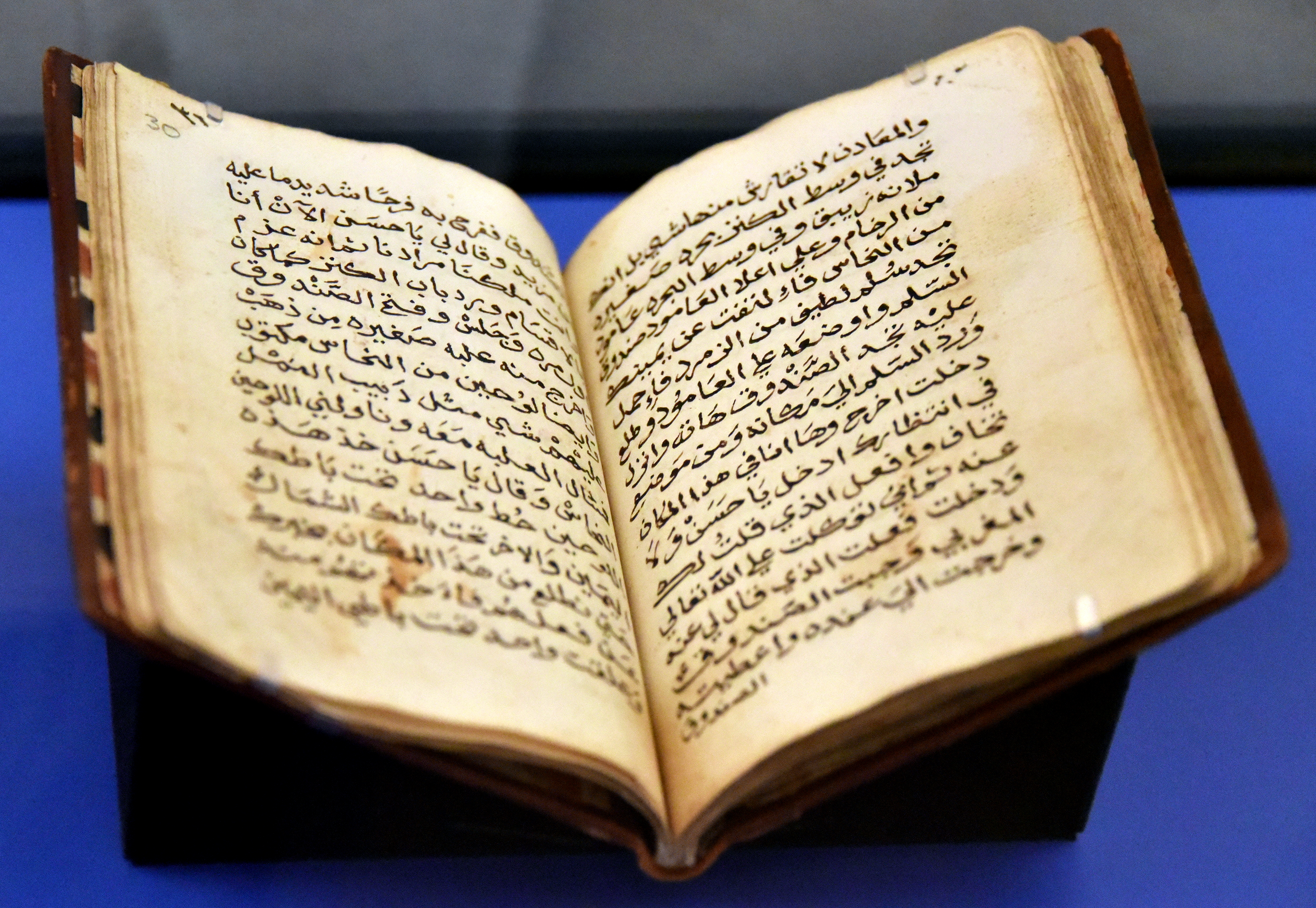
Contes des Mille et Une Nuits (écrit en arabe) de la collection de Johann Gottfried Wetzstein, Syrien, XVIIIe siècle. Bibliothèque d'État de Berlin, Patrimoine culturel prussien, Département d'Orient (Staatsbibliothek zu Berlin, Preußischer Kulturbesitz, Orientabteilung, Wetzstein II 1082).

- Contes des Mille et Une Nuits (écrit en arabe) de la collection de Johann Gottfried Wetzstein, Syrien, XVIIIe siècle. Bibliothèque d'État de Berlin, Patrimoine culturel prussien, Département d'Orient (Staatsbibliothek zu Berlin, Preußischer Kulturbesitz, Orientabteilung, Wetzstein II 1082).Saint-Pétersbourg possède un manuscrit complet en quatre volume de la branche égyptienne, acheté par le consul général d'Autriche, Rosetti. Maintenant conservé à l'Institut des manuscrits orientaux (coté B 1114), a été acheté au Caire en 1804 et offert à l'ambassadeur de Russie Andreï Iakovlévitch Italinski (ru). Le même Rosetti en avait procuré un autre, copié en 1217 (1802), par ‘Alî al-Anşârî Ibn Ibrahîm al-Anşârî, à Joseph von Hammer-Purgstall (les deux sont la copie d'un même exemplaire). Puis, il fut cédé à Wenceslas Séverin Rzewuski. Seulement, en 1930, sa collection est transférée de la Bibliothèque Impériale Publique de Saint-Pétersbourg (où il était coté CXLII) à la Bibliothèque Publique de Varsovie, dont les principaux magasins ont été brûlés, en janvier 1945, à la veille de l’évacuation de la Pologne par les Allemands[4]. Hammer-Purgstall s'était rendu à Constantinople en 1779 afin d'être ambassadeur d'Autriche. Johann Amadeus Franz de Paula, Baron Thugut le chargea alors de lui acheter un manuscrit complet des Mille et une nuits. Lorsqu'il l'obtint, il y découvrit la véritable conclusion du recueil, alors ignorée en Europe. De plus, il connaissait déjà le contenu d'un manuscrit rempli de lacunes, qu'il avait acquis au Caire pour le baron. Il traduisit son manuscrit, traduction qui servit de base à Guillaume-Stanislas Trébutien pour celle qu'il publia en 1828, Contes inédits des mille et une nuits, en 3 volumes[56].

### Ailleurs dans le monde

#### Asie

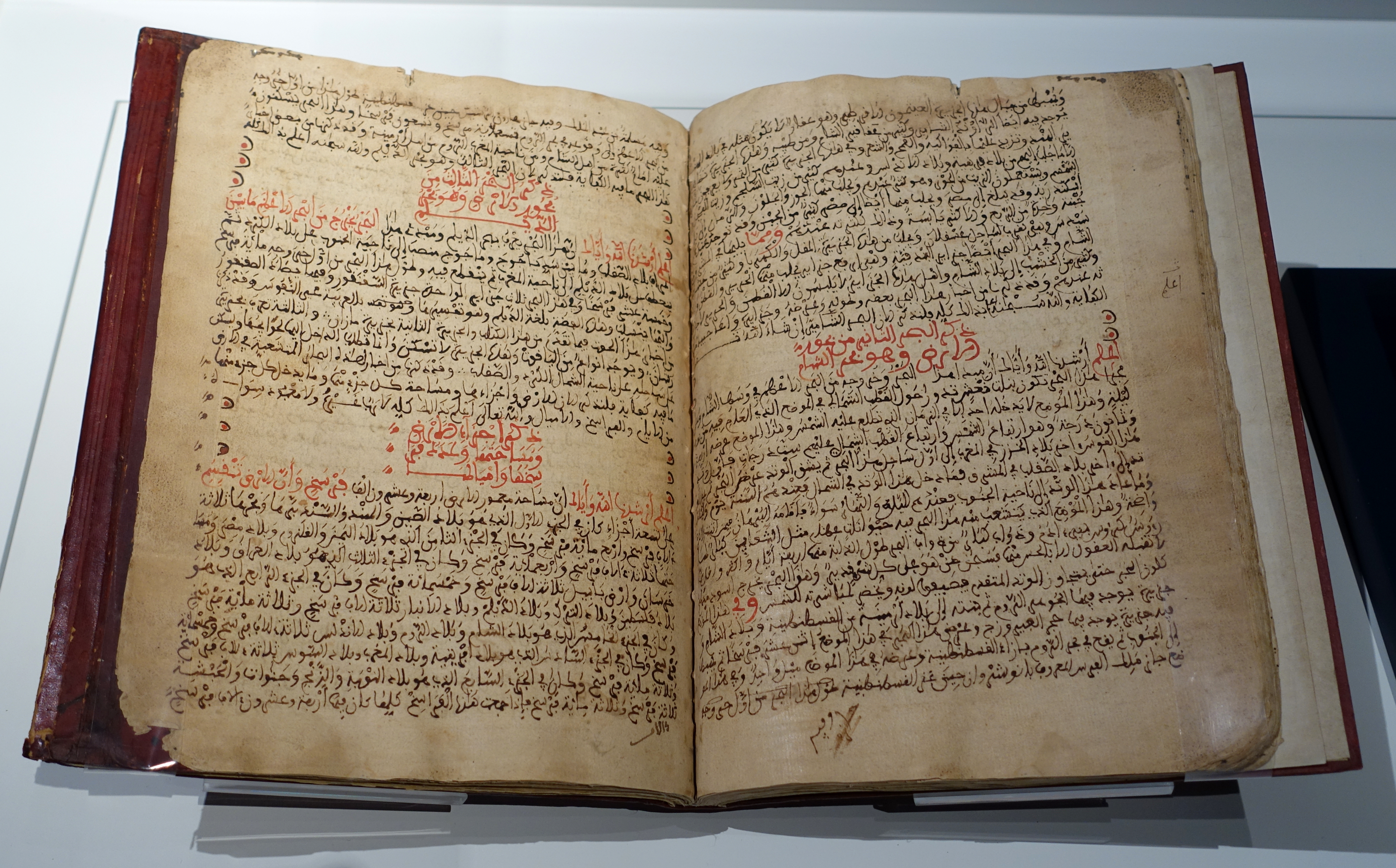
Mi'a layla wa layla (101 Nuits) et Kitab al-Jaghrafiya (Livre de Géographie), manuscrits copiés par 'Abdullah b. 'Abd al-Mawla an-Nujumi, Espagne, 1235 AD - Musée Aga Khan - Toronto, Canada.

Différentes villes asiatiques possèdent des manuscrits des Nuits :
- Kayseri (en Turquie), en conserve un, signalé pour la première fois en 1949 par Hellmut Ritter (de) dans son article traitant des manuscrits arabes en Turquie. Relié en beau cartonnage, il est décoré d’ornementations colorées ; mais les feuillets ne semblent pas être reliés en bon ordre et certains sont perdus. On y trouve la plus ancienne conclusion des Nuits. Le 16ème officier de police raconte au roi al-Zâhir Rukn al-Dîn Baybars une histoire... qui n’est autre que celle de Shahriyâr et Shâhzamân. Ensuite, Shéhérazade termine en narrant au roi Shahriyâr deux histoires sur la ruse des femmes, dont les victimes sont des rois très puissants : Les quarante favorites (ANE n° 343) et La favorite d’al-Ma’mûn (ANE n° 344). Son idée est de lui faire comprendre qu'il est arrivé la même chose, voire pire, à d'autres personnes. Ainsi, cette histoire de tromperie des femmes au début du conte ne mérite donc pas une telle colère de la part du shah. Toutefois, cette fin n’est pas conforme à la conclusion la plus ancienne proposée par Ibn al-Nadîm, où c'est le fait que Shahrazâd devienne mère qui joue un rôle crucial (comme dans les Cent et une nuits), lui permettant d'être sauvée. C’est donc probablement une transformation ultérieure, comme en témoigne notamment l’importance prise par le ‘ajîb et le gharîb qui devient un équivalent des Nuits[4].
- Riyad (Arabie saoudite) en possède un datant probablement du XVe siècle (bien que son soixante-seizième feuillet, le dernier, soit d'une main plus récente). Visiblement, il devait faire partie d’un recueil plus vaste, comme le laisse supposer la répartition de ses folios entre des cahiers de dix folios chacun. Sur le verso de la feuille de garde est écrit au crayon : « Coll. Ferrand », et en haut, à côté de la cote actuelle : « ms 233 A ». Cela signifie que ce manuscrit n’est autre que celui ayant appartenu à la collection E. J. Brill. Ce manuscrit a été décrit dans le catalogue de cette collection comme « un fragment du 15e volume tel qu'il apparaît dans la numérotation des cahiers, où le numéro du volume a également été indiqué, en utilisant le système gréco-copte, comme c'est souvent le cas dans les manuscrits arabes médiévaux »[57]. Le même feuillet mentionne également que le manuscrit a été lu en 1773, par un certain « Muhammad Ibn Ahmad ». Une deuxième note de lecture, écrite par « Muhammad Amîn Ibn ‘Abd al-Karîm », se trouve au verso du folio 26. Une troisième est présente sur celui du folio 60, précisant que l’histoire est décrite comme une « sîra bénie » (al-sîra al-mubâraka) : cela prouve que ce manuscrit était « vivant » et largement utilisé. Il est à rapprocher du manuscrit Ar 14 de Tübingen mentionné plus haut[4].

#### Afrique
Le Caire (Égypte) abrite quelques manuscrits, tels que :
- Celui conservé dans al-Maktaba al-Azhariyya (la bibliothèque d’al-Azhar), décrit dans un article paru en 1925 concernant la bibliothèque de al-Bakrî, résidant à Damiette. L’auteur cite, d’après le cheikh azharî Muhammad ‘Abd al-Salâm al-Qabbânî, ce manuscrit en quatre volume des Nuits, copié en 1719. La collection de al-Bakrî a été offerte en 1924 par son petit fils ‘Abdallâh al-Bakrî, à l’Institut de Damiette. En 2003, les manuscrits de l’Institut Religieux de Damiette ont été transférés dans sa bibliothèque actuel. Seuls les deux derniers volumes dudit manuscrit sont parvenus au Caire, où ils ont reçu la cote (sâd 9483/‘ayn 133413 adab). Il a été achevé le en 1719 par Hasan (...?) al-Ahmadî et son propriétaire l’a marqué, comme l’ensemble de son fonds, avec son cachet de waqf. Une note marginale au dos du deuxième folio nous apprend que le copiste a collationné son texte sur un autre manuscrit dont le texte est proche de celui des manuscrits de la branche égyptienne[4].

Certains d'entre eux sont conservés dans la bibliothèque Dâr al-Kutub, tels que :
- Celui coté Dâr al-Kutub 3316 z, contenant 272 pages, contient la première partie d’une traduction en arabe d’une adaptation grecque, elle-même issue de la version italienne traduite du français, des Nuits. Il a été achevé en 1813 à Damiette, pour Bâsîlî (Basile) Fakhr qui y était consul de France, par ‘Îsâ Bîtrû (Petro) al-Urshalîmî, prêtre du clergé de Jérusalem. C'est d'ailleurs là-bas que se trouve la deuxième partie de cette traduction, dans The Library of the Holy Sepulchre (Koikylides, n° 157), tandis que la troisième partie est conservée au Caire, à Maktabat Wizârat al-Awqâf (n° 1668)[4].
- Dâr al-Kutub 113523 z, exemplaire complet en 4 volumes, daté de 1809. Malgré quelques erreurs de numérotation des nuits, c’est un manuscrit complet de la branche égyptienne. Il fait partie de ces manuscrits comptant tous les comptes de l'édition de Boulaq. Il est intitulé Sīra alf layla wa-layla wa mā qad ǧarā min al-aḥādiṯ al-qadīma, soit « Contes des Mille et Une Nuits et contes anciens ». L'expression à la fin du titre sous-entend « autres contes anciens », en plus de ceux des Mille et Une Nuits. Son texte du manuscrit est identique à celui des autres manuscrits standard en quatre volumes qui sont en circulation à la fin du XVIIIe siècle et au début du XIXe siècle. Il est admis qu'ils sont tous le fruit du travail d'un cheikh inconnu, mort vers 1780, qui a travaillé sur les Nuits peu avant, puisque aucun autre travail important n’est connu à cette époque. En effet, le voyageur allemand Ulrich Jasper Seetzen, passé en Égypte en 1807, a écrit qu'un mystérieux cheikh égyptien (voir plus haut, dans la partie sur l'édition de Boulaq) aurait travaillé au Caire sur une compilation des Nuits et serait mort quelque vingt-six ans auparavant (soit vers 1781). Grâce aux indices contextuels, on constate que la collecte des contes ne semble pas avoir dépassé les années 1750[4],[15].

### Ouvrages
- Ulrich Marzolph :
  - Arabian Nights Encyclopedia (2 volumes), avec Richard van Leeuwen et Hassan Wassouf, ABC-Clio, Santa Barbara, 2004.
  - The Encyclopaedia of Islam. Third edition, entrée "Arabian Nights", Leiden, 2006, pp. 137–145 (lire en ligne).
  - The Arabian Nights Reader, Wayne State University Press, Détroit, 2006, p. 88.
- Victor Chauvin, Bibliographie des ouvrages arabes ou relatifs aux Arabes publiés dans l'Europe chrétienne de 1810 à 1885, tomes IV, V, VI et VII.
- Mohamed Abdel-Halim, Antoine Galland, sa vie et son œuvre, Paris, Nizet, 1964, p. 194.
- Michel Melot, Livre, Paris, L'Œil neuf éditions, 2006, p. 196
- William Ouseley, Oriental Collections. Consisting Of Original Essays And Dissertations, Translations And Miscellaneous Papers; Illustrating The History And Antiquities, The Arts, Sciences, And Literature, Of Asia, 3 Vols., Cadell & Davies, London, 1797-1800, Volume II, p. 25-26 (lire en ligne, en anglais).
- Nikita Elisséeff, Thèmes et motifs des Mille et une nuits : Essai de Classification, Institut français de Damas, 1949, Beyrouth, pp. 62-63.
- Robert Irwin : The Arabian Nights: A Companion. 2003, p. 44.
- Malek Chebel, Dictionnaire amoureux des Mille et Une Nuit, Plon, coll. « Dictionnaire amoureux », 2010
- Muhsin Mahdi :
  - The Thousand and One Nights (Alf layla wa-layla), from the Earliest Known Sources, 3 vols (Leiden: Brill, 1984-1994),  (ISBN 9004074287).
  - The Thousand and One Nights (Leiden: Brill, 1995), pp. 51-61;   (ISBN 9004102043) (repr. from parts of The Thousand and One Nights (Alf layla wa-layla), from the Earliest Known Sources.

### Articles et actes de colloques
- Paul Casanova, « Notes sur les voyages de Sindbâd le marin », Bulletin de l'Institut français d'archéologie orientale, vol. 20, 1922, p. 127-129 (lire en ligne).
- Ibrahim Akel (sous la direction d’Aboubakr Chraïbi), , Espaces et Signes, 2016 (HAL hal-03855154, lire en ligne).
- Jean-Claude Garcin :
  - « Le passage des anciennes à de nouvelles Mille et Une Nuits au XVe siècle », Temporalités de l'Égypte, no 64, printemps 2013, p. 77-90 (lire en ligne).
  - « Chraïbi Aboubakr, Trois contes inédits des Mille et une Nuits, Espaces et Signes, 2015, 126 p. », Revue des mondes musulmans et de la Méditerranée, no 140, 2016 (lire en ligne)
- Nabia Abbott, "A Ninth-Century Fragment of the "Thousand Nights":New Light on the Early History of the Arabian Nights", Journal of Near Eastern Studies, 8.3, juillet 1949, p. 133 (lire en ligne).
- Aboubakr Chraïbi (dir.), « Un manuscrit inédit des Mille et Une Nuits : à propos de l'exemplaire de l'Université de Liège », Les Mille et Une Nuits en partage, Actes du colloque Fondation Singer-Polignac-Inalco/Actes Sud, 2004, 528 p., p. 465-475.
- Fatma Moussa-Mahmoud (en), « A Manuscript Translation of the "Arabian Nights" in the Beckford Papers », Journal of Arabic Literature, vol.  7, 1976, p. 7-23 (17 pages) (lire en ligne).
- Luc Deheuvels, « Contes nouveaux des 1001 Nuits. Étude du manuscrit Reinhardt. Jean Maisonneuve, Paris, 1997 [compte-rendu] », Bulletin critique des Annales islamologiques, no 15, 1999, p. 31-34 (lire en ligne).

### Traductions desMille et Une Nuitsdont les notes, l'introduction, etc ont nourri cet article
- Les Mille et Une Nuits, traduction d'Antoine Galland, 1704-1717[58], compléta par Jean Jacques Antoine Caussin de Perceval, avec des contes supplémentaires dans Suite des Mille et une Nuits, 1806[59].
- Jacques Cazotte et Denis Chavis, Continuation des Mille et Une Nuits, contes arabes (4 volumes), 1784-1793[60].
- Édouard Gauttier d'Arc, Les Mille et une nuits (1822-1823)[25].
- Guillaume-Stanislas Trébutien, Contes inédits des mille et une nuits (3 volumes), 1828[61].
- Richard Francis Burton, traducteur et orientaliste britannique, publia d'abord en The Book of the Thousand Nights and a Night (en 10 volumes), 1885, suivi de Supplemental Nights (6 volumes) 1886-1888[62].
- Le Livre des mille nuits et une nuit, contes traduits par le Dr Joseph-Charles Mardrus, Robert Laffont, collection Bouquins, 1899-1903[63].
- Les Mille et Une Nuits, traduction et préfaces de René R. Khawam, Phébus, Collection Domaine Arabe (4 vol.), 1986-1987.
- Les Mille et Une Nuits, contes traduits par Jamel Eddine Bencheikh et André Miquel, Gallimard, La Pléiade (3 vol), 2005.